# Pueblo Viejo, Tihuatlán
Pueblo Viejo är en ort i Mexiko.   Den ligger i kommunen Tihuatlán och delstaten Veracruz, i den sydöstra delen av landet, 210 km nordost om huvudstaden Mexico City. Pueblo Viejo ligger 91 meter över havet och antalet invånare är 203.
Terrängen runt Pueblo Viejo är huvudsakligen platt, men söderut är den kuperad. Runt Pueblo Viejo är det ganska tätbefolkat, med 179 invånare per kvadratkilometer. Närmaste större samhälle är Poza Rica de Hidalgo, 19,6 km sydost om Pueblo Viejo. Trakten runt Pueblo Viejo består till största delen av jordbruksmark.